# Monaeses xiphosurus
Monaeses xiphosurus är en spindelart som beskrevs av Simon 1907. Monaeses xiphosurus ingår i släktet Monaeses och familjen krabbspindlar.
Artens utbredningsområde är Guinea-Bissau. Inga underarter finns listade i Catalogue of Life.